# Gallos
Gallos est une sculpture en bronze de Rubin Eynon, située depuis avril 2016 au château de Tintagel en Cornouailles, au Royaume-Uni. Il représente un personnage inspiré de la légende arthurienne, à laquelle le château est associé. En effet, c'est le lieu de naissance supposé du légendaire roi Arthur.

## Histoire
Le château de Tintagel est depuis longtemps associé aux légendes arthuriennes. Tout a commencé au XIIe siècle, lorsque Geoffrey de Monmouth, dans son récit mythique de l'histoire britannique, l'Historia regum Britanniae, en fait le lieu de la conception d'Arthur.
En 2016, l'English Heritage, l'organisme public chargé du patrimoine historique de l'Angleterre et propriétaire du château, commande au sculpteur Rubin Eynon une statue faisant référence au cycle arthurien. Elle est posée en hélicoptère face aux ruines du château et dos à l'océan Atlantique.
La sculpture ne représente pas un personnage en particulier : peut-être Arthur, ou Merlin. Selon Matt Ward, le propriétaire des lieux : « C'est aux visiteurs de décider. Vous pouvez l'interpréter comme vous le souhaitez ». Les médias la considèrent souvent comme une statue du roi Arthur. Le nom de l'oeuvre Gallos signifie « pouvoir » en cornique,.
Cette statue va accentuer la polémique concernant la « disneyïsation » du lieu,,. De nombreux historiens critiquent la volonté de l'English Heritage de faire du château un « parc à thème de conte de fées ». Une représentation du visage de Merlin dans la roche et un pont spectaculaire baptisé Bronze Blade (Lame de Bronze en français, en référence à l'épée Excalibur) avaient déjà été accusés de dénaturer l'endroit,.